# Serge de Beaurecueil
Serge de Laugier de Beaurecueil (* 28. August 1917; † 2. März 2005) war ein französischer Dominikaner. Als Islamwissenschaftler spezialisierte er sich auf den Sufismus und übersetzte mittelalterliche mystische Schriften.

## Biografie
De Beaurecueil wurde 1917 in einer aristokratischen Familie als Sohn getrennt lebender Eltern geboren. Er besuchte in Paris die katholische Privatschule Gerson und das Lycée Janson de Sailly. 1935 trat er in den Dominikanerorden ein und absolvierte ein Studium der Theologie an der Hochschule Le Saulchoir unter der Leitung von Marie-Dominique Chenu. 1939 erhielt er Gelegenheit, sein am Lycée erlerntes Arabisch einzusetzen, als er zum Militärdienst in den Libanon geschickt wurde. 1946 gründete er gemeinsam mit Georges Anawati und Jacques Jomier das Institut dominicain d’études orientales (IDEO) in Kairo. Er begann dort mit Forschungen über die islamische Mystik, spezialisierte sich auf den Mystiker  Chwadscha ʿAbdallāh al-Ansārī und übertrug seine Werke aus dem Arabischen und Persischen. Seine kommentierte französische Übersetzung der Munādschāt von al-Ansārī enthält ein Vorwort von Mohammad Ali Amir-Moezzi.
1963 erhielt er einen Lehrstuhl für Geschichte der islamischen Mystik an der Universität Kabul. Während 20 Jahren lebte er in der afghanischen Hauptstadt, wo er sich auch für die zahlreichen Waisen und Straßenkinder einsetzte. 1983 zwang ihn die sowjetische Invasion, das Land zu verlassen.